# Ernest Mottard
Ernest Mottard (* 22. März 1902 in Hollogne-aux-Pierres; † 30. Dezember 1949 ebenda) war ein belgischer Radrennfahrer.

## Sportliche Laufbahn
Mottard war im Straßenradsport aktiv. Von 1929 bis 1936 war er Unabhängiger und Berufsfahrer. Er holte einen Sieg in einem Rennen der Monumente des Radsports. 
1928 siegte er bei der Flandern-Rundfahrt in der Kategorie der Unabhängigen und zudem bei Lüttich–Bastogne–Lüttich in der Kategorie der Berufsfahrer vor Maurice Raes. 1930 siegte er bei Paris–Brüssel vor Joseph Demuysere. Weitere Siege holte er bei Brüssel–Luxembourg–Mondorf und auf einer Etappe der Belgien-Rundfahrt 1928.
Zweiter wurde er im Rennen der Unabhängigen Brüssel–Lüttich 1928, im Großen Preis von Basel 1930 sowie bei Paris–Verdun 1935. In der Tour de France 1930 war er ausgeschieden.